# Schondorf am Ammersee
Schondorf am Ammersee este o comună din landul Bavaria, Germania.